# Milcíades Alejo Vignati
Milcíades Alejo Vignati (Buenos Aires, 1895-1978) fue un antropólogo y docente argentino, que realizó exploraciones por la Patagonia, la región pampeana y el noroeste argentino.

## Biografía
Era hijo de Juan Vignati y María Ghioldi, ambos italianos. Egresó en 1922 de la Facultad de Ciencias Exactas y Naturales de la Universidad de Buenos Aires, donde posteriormente se doctoró en Ciencias Naturales. Casado con Victoria Pastore, fue profesor de antropología, etnografía y arqueología en el Instituto del Museo de la Universidad Nacional de La Plata. Desde 1930 fue director del Departamento de Antropología y miembro del Consejo Académico de la misma Universidad. Fue también profesor en el Instituto Nacional del Profesorado en la Escuela Normal de Profesores "Mariano Acosta".
Dirigió parte de las actividades del Instituto del Museo de La Plata y del Instituto Superior de Estudios Patagónicos. Realizó investigaciones arqueológicas en la zona de Comodoro Rivadavia, extendiendo luego las mismas a la totalidad de la Patagonia. En el curso de sus investigaciones en el sur del entonces Territorio Nacional del Neuquén descubrió las ruinas de la Misión del Nahuel Huapi que en el siglo XVII dirigiera el padre Nicolás Mascardi.

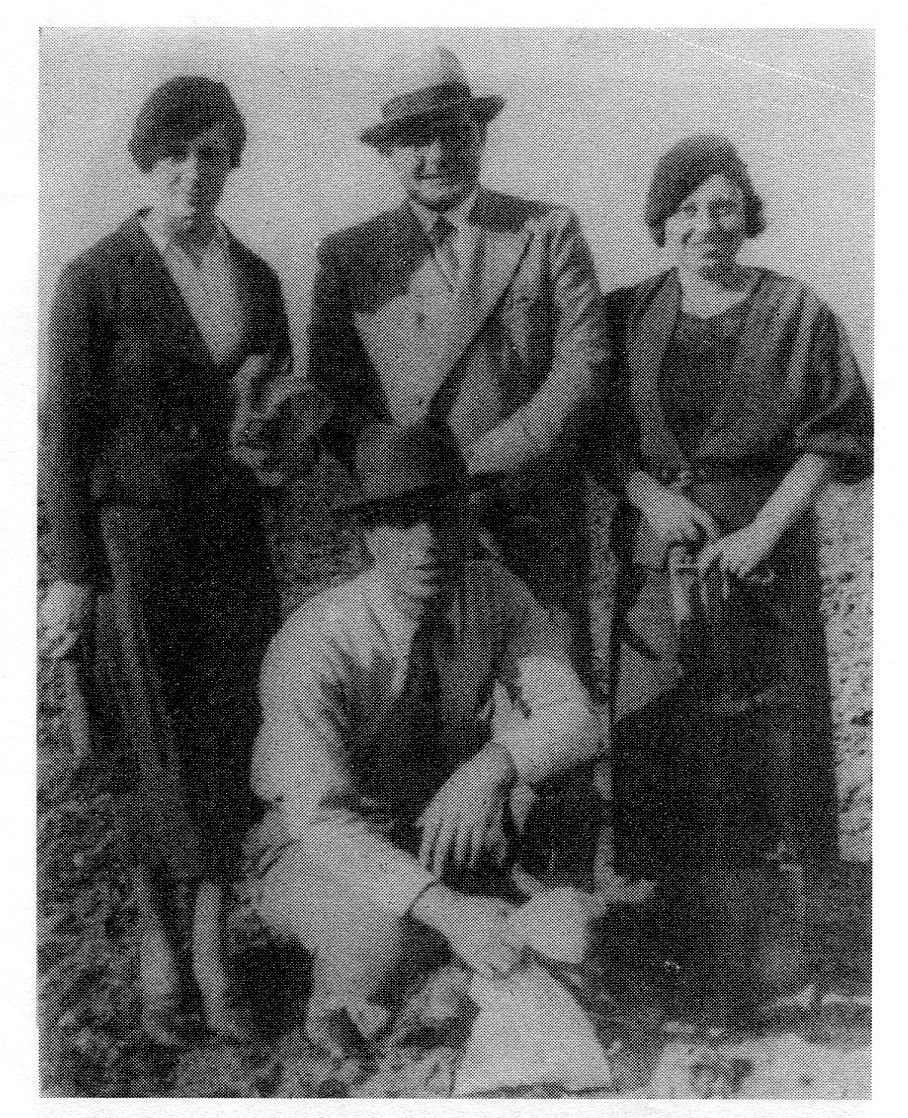
Fotografía de Milciades Alejo Vignati (en el centro) durante un viaje de trabajo de campo organizado por el Museo de La Plata en 1931.

De sus investigaciones antropológicas en la Patagonia y el sur de la provincia de Buenos Aires surgieron los primeros estudios sistemáticos que identificaron a los «gününa-küne» o puelches como parte del mismo complejo cultural —aunque con distintos idiomas— que los tehuelches propiamente dichos. Propuso como límite entre ambos al límite actual entre Chubut y Santa Cruz, que posteriormente sería corrido unos 300 km al norte. Fue también Vignati quien identificó a los tehuelches del sur como «aónikenk» y los del noroeste como «teusch», identificándolos, de forma probablemente correcta, con los poyas descriptos por Mascardi.
Realizó también algunas investigaciones en el área diaguita del Noroeste de su país, y descubrió un importante cementerio en la región de la Puna. En los años 1930 hizo algunas exploraciones en los conchales del Canal de Beagle y las costas patagónicas, defendiendo la postura de que los pescadores del holoceno temprano de esta última zona podrían haber sido canoeros magallánicos posteriormente desaparecidos.
Fue miembro de la Academia Nacional de Ciencias desde el año 1940.
Falleció en Buenos Aires en el año 1978.